# AS-Interface
AS-Interface (англ. Actuator Sensor Interface, AS-i)  — інтерфейс датчиків і виконавчих пристроїв. Є промисловим вирішенням організації комп'ютерної мережі (фізичного рівня, методів доступу до даних та протоколів їх передачі), що використовується для підключення датчиків і виконавчих механізмів, розміщених на технологічному устаткуванні, до програмованих контролерів (ПЛК) через двопровідну лінію зв'язку у системах комп'ютерної автоматизації виробництва. Він призначений для підключення масиву простих пристроїв вводу/виводу (наприклад, дискретних пристроїв, таких як приводи, датчики, декодери, аналогові входи і виходи, кнопки та датчики положення клапана) у дискретному виробництві та збору інформації з використанням одного двожильного кабелю.
Є «відкритою» технологією. Специфікація розроблена і підтримується провідними виробниками систем автоматизації (наразі понад 100 фірм-учасниць). Топологія мережі  — довільна. Для під'єднання датчиків розроблено спеціальний плоский кабель з підключенням під прокол ізоляції (ножові клеми, передбачені конструкцією модулів вводу-виводу). Версія AS-i 2.0 дозволяє передавати аналогові сигнали. Найновішою версією специфікації є AS-i 3.0.

## Історія розвитку
Спочатку при розробці систем комп'ютерної автоматизації датчики і виконавчі пристрої підключали до контролера ПЛК через вбудовані в контролер пристрої вводу-виводу. На наступному етапі розвитку пристрої вводу-виводу перенесли до датчиків і виконавчих пристроїв і підключили до шини промислової мережі, до якої приєднували і ПЛК. Для живлення датчиків і виконавчих пристроїв використовували окремі провідники. 
Коли  у 1992 році з'явився AS-інтерфейс нижнього рівня автоматизації, датчики, виконавчі пристрої і контролер із вбудованим AS-інтерфейсом стали сполучати без проміжних пристроїв. Одночасно з передачею інформації через лінію зв'язку стали подавати напругу живлення датчиків і виконавчих пристроїв. При цьому число пристроїв, що підключаються, збільшилося до 62, число входів  — до 248, число виходів  — до 186. З'явилася можливість передачі по тій же лінії зв'язку аналогової інформації.

## Особливості використання
До мережі AS-інтерфейсу можна підключати датчики і виконавчі пристрої як із вбудованим AS-інтерфейсом, так і без нього - через спеціальні модулі вводу-виводу. Послідовне опитування датчиків і видача команд на виконавчі механізми здійснюються одним провідним пристроєм, наприклад програмованим контролером, який має AS-інтерфейс. З другого боку, ведучий пристрій має інтерфейс Fieldbus для підключення до промислової шини верхнього рівня. Для цієї шини мережа з AS-інтерфейсом є одним з підключених до шини пристроїв вводу-виводу.

## Протокол AS-інтерфейсу
Протокол AS-інтерфейсу містить запит ведучого абонента, паузу ведучого абонента, відповідь веденого абонента і паузу веденого абонента.
Запит ведучого абонента складається з частин: ST - стартовий біт (0, якщо починається запит); SB - керуючий біт (0, якщо запитуються дані, 1 -якщо запитується команда); А0..А4 - адреса абонента, що викликається; 10..14 -біти інформації; PB - біт паритету (1, якщо сума усіх одиниць в запиті парна); EB - кінцевий біт (1 - якщо запит закінчений); пауза. Відповідь веденого абонента складається з частин: ST - стартовий біт (0, якщо починається відповідь); 10.. 13 -біти інформації; PB - біт паритету (1, якщо сума усіх одиниць відповіді парна); ЕВ - кінцевий біт (1, якщо відповідь закінчена); пауза.

## Переваги
- Висока завадозахищеність.
- Простота і низька вартість монтажу.
- Поширеність стандарту.

## Недоліки
- Погана пристосованість до передачі аналогових сигналів.
- Обмежена довжина ліній і швидкість передачі.